# نانسي فيلان
نانسي فيلان (بالإنجليزية: Nancy Phelan)‏‏ (2 أغسطس 1913 في سيدني - 11 يناير 2008 في سيدني) روائية من أستراليا.